# 부여군의 국회의원

## 부여군의 역대 국회의원 일람
| 대수         | 이름           | 소속정당           | 임기                               | 선거구역                                                                |
| ------------ | -------------- | ------------------ | ---------------------------------- | ----------------------------------------------------------------------- |
| 제1대        | 남궁현(南宮炫) | 대한독립촉성국민회 | 1948년 5월 31일 - 1950년 5월 30일  | 부여군 갑: 부여면 규암면 은산면 외산면 내산면 구룡면 홍산면             |
| 제1대        | 김철수(金銕洙) | 대한독립촉성국민회 | 1948년 5월 31일 - 1950년 5월 30일  | 부여군 을: 장암면 석성면 초촌면 옥산면 남면 충화면 양화면 임천면 세도면 |
| 제2대        | 이석기(李錫基) | 무소속             | 1950년 5월 31일 ~ 1954년 5월 30일  | 부여군 갑: 부여면 규암면 사산면 외산면 내산면 구용면 석성면 초촌면      |
| 제2대        | 이종순(李鍾純) | 무소속             | 1950년 5월 31일 ~ 1954년 5월 30일  | 부여군 을: 홍산면 옥산면 남면 충하면 양화면 임천면 장암면 세도면        |
| 제3대        | 이석기(李錫基) | 무소속             | 1954년 5월 31일 ~ 1958년 5월 30일  | 부여군 갑: 부여면 규암면 사산면 외산면 내산면 구용면 석성면 초촌면      |
| 제3대        | 조남수(趙南壽) | 자유당             | 1954년 5월 31일 ~ 1958년 5월 30일  | 부여군 을: 홍산면 옥산면 남면 충하면 양화면 임천면 장암면 세도면        |
| 제4대        | 한광석(韓光錫) | 자유당             | 1958년 5월 31일 ~ 1960년 7월 28일  | 부여군 갑: 부여면 규암면 사산면 외산면 내산면 구용면 석성면 초촌면      |
| 제4대        | 임철호(任哲鎬) | 자유당             | 1958년 5월 31일 ~ 1960년 7월 28일  | 부여군 을: 홍산면 옥산면 남면 충하면 양화면 임천면 장암면 세도면        |
| 제5대 민의원 | 이석기(李錫基) | 민주당             | 1960년 7월 29일 ~ 1961년 5월 16일  | 부여군 갑: 부여면 규암면 은산면 외산면 내산면 구룡면 석성면 초촌면      |
| 제5대 민의원 | 이종순(李鍾純) | 민주당             | 1960년 7월 29일 ~ 1961년 5월 16일  | 부여군 을: 홍산면 옥산면 남면 충화면 양화면 임천면 장암면 세도면        |
| 제6대        | 김종필(金鍾泌) | 민주공화당         | 1963년 12월 17일 ~ 1967년 6월 30일 | 부여군 일원                                                             |
| 제7대        | 김종필(金鍾泌) | 민주공화당         | 1967년 7월 1일 ~ 1968년 6월 2일    | 부여군 일원                                                             |
| 제7대        | 김종익(金鍾翊) | 민주공화당         | 1968년 9월 25일 ~ 1971년 6월 30일  | 부여군 일원                                                             |
| 제8대        | 김종익(金鍾翊) | 민주공화당         | 1971년 7월 1일 ~ 1972년 10월 17일  | 부여군 일원                                                             |
| 제9대        | 김옥선(金玉仙) | 신민당             | 1973년 3월 12일 ~ 1975년 10월 13일 | 부여군·서천군·보령군 일원                                               |
| 제9대        | 김종익(金鍾翊) | 민주공화당         | 1973년 3월 12일 ~ 1979년 3월 11일  | 부여군·서천군·보령군 일원                                               |
| 제10대       | 김종필(金鍾泌) | 민주공화당         | 1979년 3월 12일 ~ 1980년 7월 4일   | 부여군·서천군·보령군 일원                                               |
| 제10대       | 조중연(趙重衍) | 신민당             | 1979년 3월 12일 ~ 1980년 10월 27일 | 부여군·서천군·보령군 일원                                               |
| 제11대       | 이상익(李相翊) | 민주정의당         | 1981년 4월 11일 ~ 1985년 4월 10일  | 부여군·서천군·보령군 일원                                               |
| 제11대       | 조중연(趙重衍) | 민주한국당         | 1981년 4월 11일 ~ 1985년 4월 10일  | 부여군·서천군·보령군 일원                                               |
| 제12대       | 이상익(李相翊) | 민주정의당         | 1985년 4월 11일 ~ 1988년 5월 29일  | 부여군·서천군·보령군 일원                                               |
| 제12대       | 김옥선(金玉仙) | 신한민주당         | 1985년 4월 11일 ~ 1988년 5월 29일  | 부여군·서천군·보령군 일원                                               |
| 제13대       | 김종필(金鍾泌) | 신민주공화당       | 1988년 5월 30일 ~ 1992년 5월 29일  | 부여군 일원                                                             |
| 제14대       | 김종필(金鍾泌) | 민주자유당         | 1992년 5월 30일 ~ 1996년 5월 29일  | 부여군 일원                                                             |
| 제15대       | 김종필(金鍾泌) | 자유민주연합       | 1996년 5월 30일 ~ 2000년 5월 29일  | 부여군 일원                                                             |
| 제16대       | 김학원(金學元) | 자유민주연합       | 2000년 5월 30일 ~ 2004년 5월 29일  | 부여군 일원                                                             |
| 제17대       | 김학원(金學元) | 자유민주연합       | 2004년 5월 30일 ~ 2008년 5월 29일  | 부여군·청양군 일원                                                      |
| 제18대       | 이진삼(李鎭三) | 자유선진당         | 2008년 5월 30일 ~ 2012년 5월 29일  | 부여군·청양군 일원                                                      |
| 제19대       | 김근태(金近泰) | 새누리당           | 당선 무효                          | 부여군·청양군 일원                                                      |
| 제19대       | 이완구(李完九) | 새누리당           | 2013년 4월 25일 ~ 2016년 5월 29일  | 부여군·청양군 일원                                                      |
| 제20대       | 정진석(鄭鎭碩) | 새누리당           | 2016년 5월 30일 ~ 2020년 5월 29일  | 공주시·부여군·청양군 일원                                               |
| 제21대       | 정진석(鄭鎭碩) | 미래통합당         | 2020년 5월 30일 ~ 2024년 4월 22일  | 공주시·부여군·청양군 일원                                               |
| 제22대       | 박수현(朴洙賢) | 더불어민주당       | 2024년 5월 30일 ~                  | 공주시·부여군·청양군 일원                                               |

## 같이 보기
- 서천군의 국회의원
- 보령시의 국회의원
- 청양군의 국회의원
- 공주시의 국회의원
- 부여군 (1988년 선거구)
- 부여군·청양군
- 공주시·부여군·청양군